# دهستان ویلکیج جنوبی
دهستان ویلکیج جنوبی نام دهستانی در بخش ویلکیج شهرستان نمین، استان اردبیل در ایران است. براساس سرشماری مرکز آمار ایران در سال ۱۳۸۵، جمعیت آن ۴۲۲۹ نفر (۸۸۸ خانوار) بوده‌است.